# Tragedia della Meloria
La tragedia della Meloria è il disastro aereo accaduto il 9 novembre 1971 nelle secche della Meloria, un tratto di mare situato circa 7 km al largo di Livorno, in Toscana. L'episodio rappresenta il più grave incidente occorso alle forze armate italiane dalla fine della seconda guerra mondiale.
Nell'ambito dell'esercitazione militare NATO denominata "Cold Stream" e svoltasi in Sardegna nel novembre 1971 era previsto il decollo di nove aerei militari Lockheed C-130 Hercules e un Hawker Siddeley Andover, tutti della Royal Air Force, dall'aeroporto di Pisa-San Giusto per effettuare un lancio di paracadutisti italiani sulle zone di operazione. L'Hercules, matricola XV216, appartenente al No. 24 Squadron di Lyneham, si inabissò al largo della costa livornese all'alba del 9 novembre 1971, con a bordo 6 militari britannici dell'equipaggio e 46 paracadutisti italiani della 6ª compagnia "Grifi" del 1º Reggimento Paracadutisti, tutti periti nell'incidente.

## Storia

### Contesto
Sul finire degli anni sessanta la I Brigata paracadutisti dell'Esercito Italiano, rinominata nel 1967 Brigata paracadutisti "Folgore", si trovava impegnata in una grande serie di esercitazioni e operazioni di addestramento per applicare sul campo le nuove tecniche d'impiego, introdotte dallo Stato maggiore dell'Esercito, in ambito NATO. L'esperienza maturata durante la seconda guerra mondiale aveva infatti dimostrato che gli aviolanci di massa presentavano criticità dal punto di vista del lancio dagli aerei e del successivo riordino a terra dei soldati paracadutisti.
Il cosiddetto "volo tattico" e l'aviolancio in modalità CARP (Calculated Air Release Point – calcolo del punto di rilascio) dovevano ovviare a questi problemi, permettendo di scegliere zone d'atterraggio meno ampie, di imbarcare i paracadutisti negli aerei per reparto d'appartenenza e di ridurre i tempi di riordino a terra: questa modalità prevedeva che gli aerei prendessero il volo uno dopo l'altro distanziati da un intervallo di tempo tale che quando il primo velivolo arrivava sulla zona di lancio (ZL) e lanciava l'ultimo paracadutista, il Direttore di lancio dell'aereo che seguiva, ordinava il lancio al primo paracadutista che aveva a bordo, e così via fino all'ultimo aereo della formazione. La quota di volo doveva essere molto bassa, per sfuggire al rilevamento dei radar; solo in prossimità della ZL gli aerei dovevano cabrare per raggiungere la quota di lancio, una volta terminato il quale dovevano subito picchiare per ritornare a bassa quota, e seguire la rotta di rientro alla base.
Il parco velivoli a disposizione della Folgore era costituito all'epoca dagli obsoleti bimotori Fairchild C-119 Flying Boxcar, inadeguati per numero e prestazioni a garantire una piena capacità addestrativa, tanto che nel 1970 vennero concordate delle esercitazioni di aviolancio con aerei messi a disposizione dall'aeronautica militare britannica, la Royal Air Force (RAF). Gli italiani potevano così effettuare un numero adeguato di aviolanci, mentre i britannici avevano la possibilità di addestrare i piloti e l'equipaggio di volo al volo tattico diurno. Nel 1971 venne pianificata una nuova esercitazione, denominata "Cold Stream" (corrente fredda), con le stesse modalità dell'anno precedente ma con l'importante novità dell'introduzione dei quadrimotori Lockheed C-130 Hercules come vettori per il trasporto dei paracadutisti.

### L'incidente
Verso le 02:30 del 9 novembre 1971 i paracadutisti della Folgore scelti per la missione di addestramento salirono a bordo dei camion che li trasportarono presso l'aeroporto di Pisa-San Giusto, dove attendevano nove C-130 e un Hawker Siddeley Andover della RAF. Tutti i velivoli erano stati contrassegnati sulla fusoliera da un numero progressivo scritto col gesso, dall'uno al dieci.
Il primo a decollare, alle 04:55, fu l'Andover ("Gesso 1") provvisto delle attrezzature necessarie a calcolare in volo il CARP. Alle 07:00, sopra la ZL di Villacidro, in Sardegna, circa 50 km a nord-ovest di Cagliari, i dieci paracadutisti del Battaglione Sabotatori si lanciarono dall'aereo e, una volta a terra, si prepararono a segnalare e difendere la ZL in attesa dell'arrivo dei nove C-130 con a bordo 220 paracadutisti del 1º Reggimento Paracadutisti, 100 carabinieri paracadutisti, 44 artiglieri paracadutisti, 12 paracadutisti del quartier generale della Brigata Folgore e 20 della compagnia manutenzione, per un totale di 396 soldati suddivisi in 46 per ogni aereo, insieme a due direttori di lancio.
"Gesso 2", il primo dei nove C-130, si alzò dalla pista di Pisa alle 05:41 con a bordo il generale Ferruccio Brandi, comandante della Folgore, e altri 43 paracadutisti del 1º Reggimento. Brandi compiva 51 anni proprio quel giorno. A distanza di quindici secondi l'uno dall'altro, decollarono in totale solo sette C-130, perché "Gesso 9" e "Gesso 10" avevano subito dei ritardi. A pochi minuti dal decollo, i piloti di "Gesso 5", che seguiva di quindici secondi "Gesso 4" su cui erano imbarcati 44 paracadutisti della 6ª Compagnia e due direttori di lancio della Compagnia comando del II Battaglione paracadutisti "Tarquinia", videro davanti a loro una improvvisa fiammata sul mare. Il primo pilota informò allora il comandante della formazione, tenente colonnello Scott, che a sua volta cercò subito di stabilire un contatto radio con tutti i sette apparecchi in volo. "Gesso 4" non rispose. Scott informò allora la base e si diresse col proprio aereo "Gesso 8" sul presunto luogo dello schianto, mentre il resto della formazione procedette verso la Sardegna.
All'aeroporto di Pisa, il capo ufficio operazioni della Folgore, maggiore Antonio Milani, non appena saputo da "Gesso 8" che "Gesso 4" «è in mare», si diresse a bordo di un elicottero AB-205 del 26º Gruppo squadroni ALE verso il luogo che "Gesso 5" aveva indicato come probabile punto dell'incidente: le secche della Meloria. Sul posto furono avvistati galleggiare in una grossa macchia d'olio gli zainetti dei paracadutisti, il carrello del velivolo e battelli di salvataggio vuoti. Il comandante della brigata Folgore, generale Brandi, venne avvisato dell'incidente non appena sceso a terra col paracadute e subito intraprese il viaggio verso Livorno mentre il resto dei paracadutisti proseguì l'esercitazione. Le famiglie dei caduti furono avvisate ufficialmente dal maggiore Dario Orrù, direttore della sala operativa del comando della Folgore.

### Le ricerche in mare e il recupero dei corpi
Il Dipartimento militare marittimo "Alto Tirreno" della Marina Militare iniziò le ricerche mettendo in campo imbarcazioni e mezzi aerei. Il mare mosso e le indicazioni poco precise su dove fosse esattamente il punto in cui il velivolo era precipitato, riportate dal personale di ricerca, ostacolarono le operazioni che portarono a un nulla di fatto. Incrociando i punti di osservazione da terra di due testimoni oculari con uno dei fari della Meloria, i maggiori Orrù e Milani individuarono un più plausibile punto d'impatto. Il 14 novembre l'allora capo di stato maggiore della Marina, ammiraglio di squadra Giuseppe Roselli Lorenzini, convocò Orrù per informarlo che stava partecipando direttamente alle ricerche, volendo inoltre sapere in quale punto di una carta nautica messa a sua disposizione si sarebbe schiantato "Gesso 4". Il punto indicato da Orrù fu molto vicino a quelli indicati dal pilota e dal navigatore di "Gesso 5", anch'essi presenti alla riunione. In questa nuova zona si recarono i dragamine Faggio e Ontano, e proprio l'Ontano, il 15 novembre, individuò a circa 50 metri di profondità il relitto di "Gesso 4".
Le operazioni di recupero iniziarono il 17 novembre coordinate dalla Marina Militare con la nave appoggio incursori Pietro Cavezzale e con l'aiuto di Carabinieri, Polizia di Stato e membri del Battaglione Sabotatori Paracadutisti. Diversi giorni dopo Nave Cavezzale fu affiancata dall'omologa britannica Layburn. I corpi recuperati dal fondale marino vennero issati su un rimorchiatore e portati a terra. I ragazzi vennero tutti identificati grazie alle matricole dei paracadute e al numero di matricola delle armi in dotazione a ogni singolo parà. Il giorno successivo, 18 novembre, durante le fasi di recupero il sergente maggiore dei Sabotatori Giannino Caria si liberò dalla cima che lo teneva, per motivi di sicurezza, unito a un collega, forse per poter esplorare più liberamente i resti di "Gesso 4", ma non riuscì a riemergere. Un capitano dell'Aeronautica Militare avvertito dal compagno di immersione, si tuffò subito in mare e riportò alla superficie il corpo senza vita di Caria, decorato per il suo gesto con la medaglia d'oro al valore civile.
Nave Cavezzale rimase a Livorno fino al 10 febbraio 1972. In tale data vennero sospese le ricerche; fino a quel momento erano stati ritrovati trentacinque paracadutisti e tre aviatori. Nave Cavezzale tornò altre due volte sul luogo dell'incidente su segnalazioni di ritrovamenti da parte di subacquei che si immergevano nei pressi delle Secche della Meloria. Nel giugno seguente, nel corso di un'immersione nelle acque di Tirrenia, il maggiore Francesco Miglioranza trovò la salma di un altro parà. La vicenda fu la causa che diede inizio a un nuovo ciclo di ricerche che portarono in superficie altri tre paracadutisti. I dieci rimanenti corpi non vennero mai ritrovati.

### La causa dell'incidente
Dopo la tragedia venne costituita una commissione d'inchiesta incaricata di indagare sulle cause dell'incidente, ma i lavori poterono cominciare solo dopo il ritrovamento del relitto. Da "Gesso 4" non giunse mai nessuna comunicazione di allarme o di emergenza, e sebbene vennero recuperate dal fondale grandi parti dell'aereo grazie a un pontone con gru dell'Arsenale M.M. di La Spezia, la commissione non fu in grado di determinare con certezza la causa dell'incidente. Dal ritrovamento e dal posizionamento dei tronconi del velivolo, gli inquirenti ipotizzarono che i piloti, resosi conto di volare ad una quota troppo bassa, abbiano tentato di richiamare il velivolo, determinando così l'impatto della coda con l'acqua e la successiva rottura dell'aereo.

## I monumenti a ricordo della tragedia

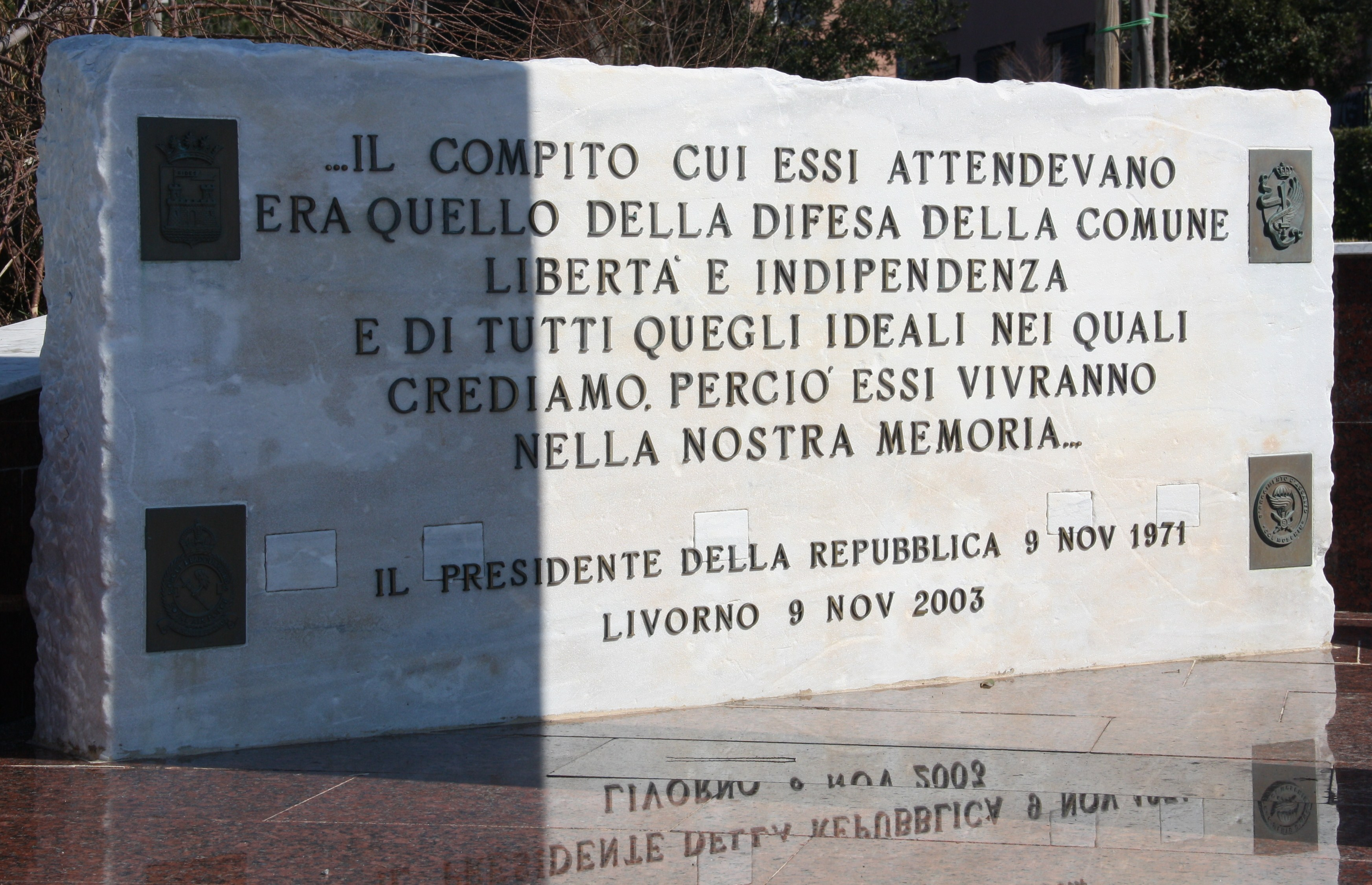
Particolare della dedica riportata su una pietra, sempre parte del monumento di via Dino Provenzal, a Livorno. Le parole sono un estratto del messaggio inviato dal presidente della Repubblica Saragat al ministro della difesa Mario Tanassi

Sia il presidente della Repubblica Giuseppe Saragat sia la regina Elisabetta II espressero cordoglio e vicinanza ai parenti dei caduti e alla Brigata Folgore. Il 12 novembre i militari di rientro dall'esercitazione in Sardegna gettarono sopra le secche della Meloria una corona a ricordo dei commilitoni morti. Durante le ricerche su un muro dello stadio di Livorno apparve la scritta "46 paracadutisti morti = 46 fascisti in meno – niente lacrime". L'autore del gesto rimase ignoto.
Alcuni resti non identificati vennero tumulati all'interno del monumento funebre costruito al cimitero comunale dei Lupi di Livorno su progetto del caporale maggiore E. Rossato. Dal momento che la ricerca dei corpi si svolse nell'arco di oltre sette mesi, si celebrarono più cerimonie funebri. A una di queste, il 9 gennaio 1972 presso il Duomo di Livorno, partecipò anche il neo-presidente della Repubblica Giovanni Leone. Nel 1975 il 1º Reggimento Paracadutisti fu sciolto, e non più ricostituito.
Nel 1996 al cimitero civico di Breganze (VI), il paese natale del sottotenente Borghesan il cui corpo non fu mai ritrovato, fu inaugurato un cenotafio con una statua a grandezza naturale di un parà appena atterrato che raccoglie il paracadute.
A Collescipoli, una frazione del comune di Terni, venne realizzato nel 1972 il Parco della Meloria. La Pro Loco di Collescipoli organizzò una manifestazione in cui alcuni bambini piantarono degli alberi; a ogni bambino corrispondeva un militare deceduto e a questo corrispondeva un albero. Nel 2011 nel corso degli eventi della commemorazione della Meloria e i quarant'anni della Pro Loco, furono invitati a Collescipoli i parenti delle vittime per commemorare la tragedia.

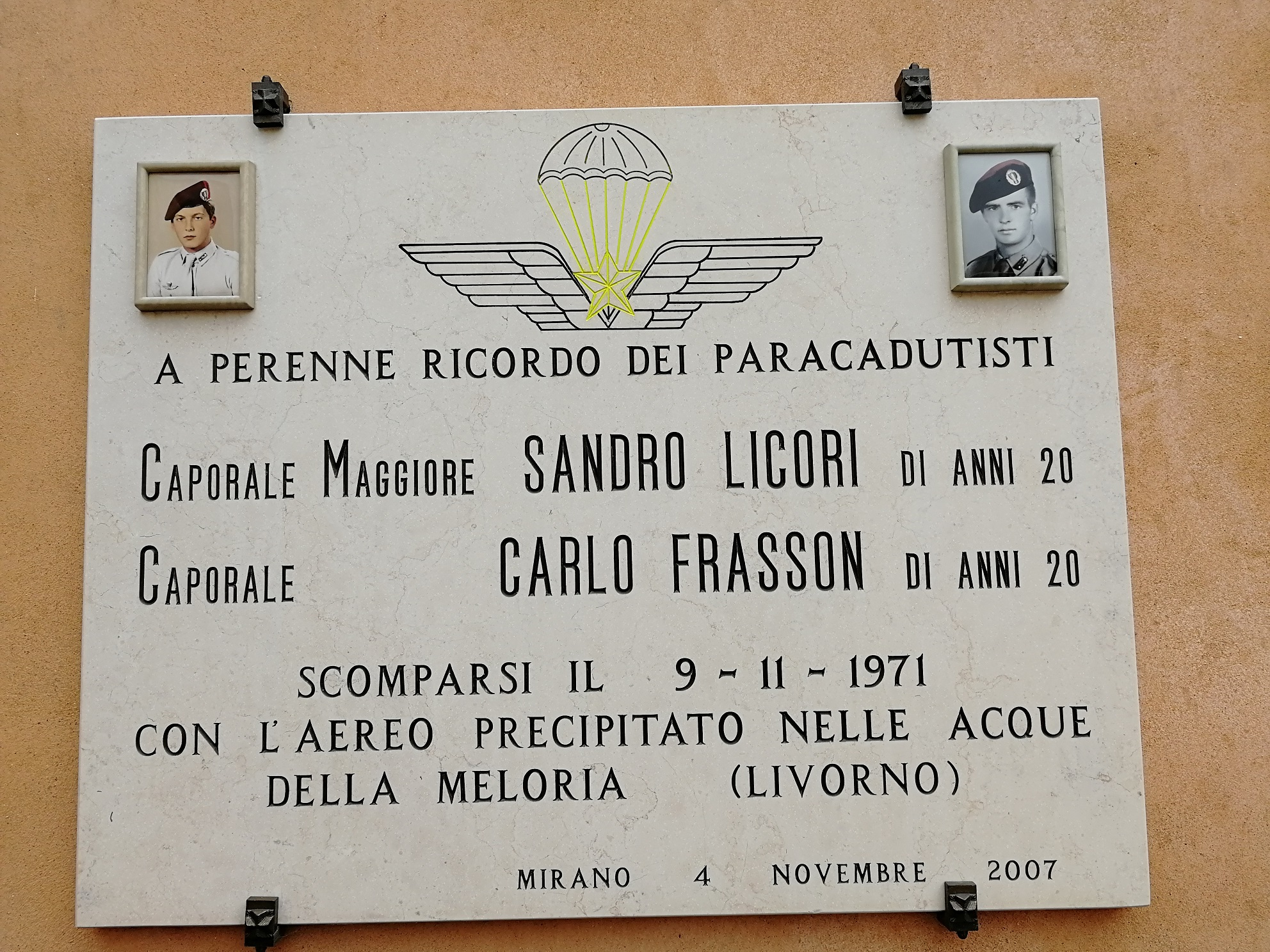
Lapide commemorativa di due delle vittime collocata in Calle Ghirardi a Mirano (VE)

Nel corso degli anni vennero eretti altri monumenti. In occasione del trentennale della tragedia il 9º Reggimento d'assalto paracadutisti "Col Moschin" sponsorizzò la posa di un capitello in granito a circa 12 metri sott'acqua, vicino al punto in cui si inabissò "Gesso 4". Nel novembre 2003, grazie all'impegno del maresciallo incursore paracadutista Paolo Frediani per onorare una promessa fatta al figlio del direttore di lancio di "Gesso 4", fu inaugurato un altro monumento in località Banditella di Livorno.
Vi è una sala dedicata alla tragedia nel museo dei paracadutisti italiani a Pisa, nella caserma Gamerra.

## Elenco dei caduti
Nella lista che segue sono riportati i caduti con il grado che avevano al momento della morte. A seguito del progetto di legge del 13 giugno 2001) (primo firmatario On. Roberto Lavagnini), poi concretizzatosi nella legge 15 marzo 2002, n. 37 , a tutte le vittime italiane venne conferito a titolo onorifico il grado superiore.
Militari britannici
- Flight lieutenant[15] Colin G. Harrison (pilota)
- Flying officer[16] Rick Swann-Price (co-pilota)
- Flying officer Mike Fawcett (navigatore)
- Flight sergeant[17] Brian D. King (motorista)
- Sergeant Paul Fulford (direttore di carico)
- Sergeant Ralph R. Lee (direttore di lancio)[18]

Militari italiani
- Sottotenente Pietro Maria Magnaghi, di Abbiategrasso (MI)
- Sottotenente Ernesto Borghesan, di Breganze (VI)
- Maresciallo capo Giuseppe Augello[19], di Foggia
- Sergente maggiore Carmine Celozzi[19], di Torremaggiore (FG)
- Caporal maggiore Claudio Colombini
- Caporale Mario Benericetti, di Modigliana (FC)
- Caporale Silvano Bolzoni, di Bottrighe (RO)
- Caporale Antonio Fiumara, di Napoli
- Caporale Giuseppe Iannì, di Reggio Calabria
- Caporale Paolo Interrante, di Milano
- Caporale Sandro Licori, di Mirano (VE)
- Caporale Franco Vantaggiato, di Ruffano (LE)
- Paracadutista Leonardo Angelini, di Roma
- Paracadutista Michele Carasi, di Bologna
- Paracadutista Ettore Carta, di Urzulei (NU)
- Paracadutista Arcangelo Ciappellano, di Savona
- Paracadutista Antonio D'Alessandro, di Nocera Inferiore (SA)
- Paracadutista Giuseppe D'Alessandro
- Paracadutista Danilo Dal Zotto, di Cardano al Campo (VA)

- Paracadutista Fulvio Dall'Asta, di Rapallo (GE)
- Paracadutista Vincenzo De Marco
- Paracadutista Ubaldo De Mitri, di Strudà (LE)
- Paracadutista Angelo De Vito
- Paracadutista Luciano Dal Lago, di Arcugnano (VI)
- Paracadutista Guglielmo Di Natale
- Paracadutista Arturo Deiana, di Tertenia (NU)
- Paracadutista Pietro Dessì, di Cagliari
- Paracadutista Paolo Donnarumma, di Altavilla Irpina (AV)
- Paracadutista Giuseppe Facchetti, di Caravaggio (BG)
- Paracadutista Mirco Ferrari, di Ferrara
- Paracadutista Renato Fracassetti, di Mornico al Serio (BG)
- Paracadutista Carlo Frasson, di Mirano (VE)
- Paracadutista Salvatore Fumusa
- Paracadutista William Furgeri, di San Cesario sul Panaro (MO)
- Paracadutista Rocco Giannattasio, di Solofra (AV)
- Paracadutista Giovanni Giannini, di Napoli
- Paracadutista Alberto Giglioli, di Copparo (FE)
- Paracadutista Andrea Ginex, di Mussomeli (CL)
- Paracadutista Giuseppe Guarnieri, di Vertova (BG)
- Paracadutista Bruno Guidorzi, di Bondeno (FE)
- Paracadutista Roberto Liuzzi, di Napoli
- Paracadutista Daniele Matelli, di Oneta (BG)
- Paracadutista Roberto Morganti, di Roma
- Paracadutista Elia Quarti, di Villa d'Almè (BG)
- Paracadutista Silvano Sabatini, di Venarotta (AP)
- Paracadutista Leonardo Torsello, di Casarano (LE)

A essi si aggiunge il sergente maggiore paracadutista Giannino Caria, di Macomer (NU), in forza al Battaglione Sabotatori Paracadutisti, deceduto durante le operazioni di recupero delle salme, a causa di un malore improvviso.